# Love Com
Rắc rối đáng yêu (ラブ★コン Rabu★Kon, hay Love Complex) là một shōjo manga hài tình cảm của Nakahara Aya. Truyện được xuất bản bởi Shueisha trên Bessatsu Margaret từ năm 2001 đến năm 2006 và gồm 17 tankōbon. Truyện này nói về chuyện tình cảm giữa một cô gái có chiều cao khá cao và anh chàng lùn họ được biết như cặp đôi hài hước trong lớp học. Năm 2004, truyện nhận được Giải Manga Shogakukan lần thứ 49 dành cho shōjo manga.
Truyện này cũng đã được dựng thành phim live-action công chiếu năm 2006, 24 tập phim anime truyền hình phát sóng năm 2007, và một trò chơi phiêu lưu phát hành năm 2006 bởi PlayStation 2. Hai phim CD cũng đã được sản xuất. Manga và phim live-action được cấp phép ở Bắc Mỹ bởi Viz.
Phần tiếp theo của loạt này được gọi là Love★Com D (hay Lovely Complex Deluxe hoặc "Lovely Complex Two") bắt đầu phát hành từng kì vào tháng 5 năm 2009 theo định kì 2 tháng một lần trên tạp chí Manga shōjo Deluxe Margaret và tập trung vào em trai của Risa.
Tại Việt Nam truyện được TVM Comics xuất bản. Còn phim được TVM Corp. mua bản quyền và phát sóng trên kênh HTV3.

### Manga
| #  | Phát hành ja Bản          | Phát hành ja Bản  | Phát hành Bắc Mỹ         | Phát hành Bắc Mỹ  |
| #  | Ngày phát hành            | ISBN              | Ngày phát hành           | ISBN              |
| -- | ------------------------- | ----------------- | ------------------------ | ----------------- |
| 1  | ngày 25 tháng 3 năm 2002  | 4-08-847487-2     | ngày 3 tháng 7 năm 2007  | 978-1-4215-1343-0 |
| 2  | ngày 25 tháng 7 năm 2002  | 4-08-847532-1     | ngày 4 tháng 9 năm 2007  | 978-1-4215-1344-7 |
| 3  | ngày 25 tháng 10 năm 2002 | 4-08-847563-1     | ngày 6 tháng 11 năm 2007 | 978-1-4215-1345-4 |
| 4  | ngày 25 tháng 2 năm 2003  | 4-08-847604-2     | ngày 1 tháng 1 năm 2008  | 978-1-4215-1538-0 |
| 5  | ngày 25 tháng 6 năm 2003  | 4-08-847642-5     | ngày 4 tháng 3 năm 2008  | 978-1-4215-1738-4 |
| 6  | ngày 24 tháng 10 năm 2003 | 4-08-847676-X     | ngày 6 tháng 5 năm 2008  | 978-1-4215-1739-1 |
| 7  | ngày 25 tháng 2 năm 2004  | 4-08-847715-4     | ngày 1 tháng 7 năm 2008  | 978-1-4215-1740-7 |
| 8  | ngày 23 tháng 7 năm 2004  | 4-08-847762-6     | ngày 2 tháng 9 năm 2008  | 978-1-4215-1741-4 |
| 9  | ngày 25 tháng 11 năm 2004 | 4-08-847802-9     | ngày 4 tháng 11 năm 2008 | 978-1-4215-1742-1 |
| 10 | ngày 25 tháng 3 năm 2005  | 4-08-847836-3     | ngày 6 tháng 1 năm 2009  | 978-1-4215-1743-8 |
| 11 | ngày 25 tháng 7 năm 2005  | 4-08-847877-0     | ngày 3 tháng 3 năm 2009  | 978-1-4215-2369-9 |
| 12 | ngày 22 tháng 12 năm 2005 | 4-08-846017-0     | ngày 5 tháng 5 năm 2009  | 978-1-4215-2370-5 |
| 13 | ngày 25 tháng 4 năm 2006  | 4-08-846050-2     | ngày 7 tháng 7 năm 2009  | 978-1-4215-2371-2 |
| 14 | ngày 14 tháng 7 năm 2006  | 4-08-846074-X     | ngày 1 tháng 9 năm 2009  | 978-1-4215-2372-9 |
| 15 | ngày 25 tháng 12 năm 2006 | 4-08-846124-X     | ngày 3 tháng 11 năm 2009 | 978-1-4215-2373-6 |
| 16 | ngày 13 tháng 3 năm 2007  | 978-4-08-846148-9 | ngày 5 tháng 1 năm 2010  | 978-1-4215-2383-5 |
| 17 | ngày 25 tháng 9 năm 2007  | 978-4-08-846215-8 | ngày 2 tháng 3 năm 2010  | 978-1-4215-3234-9 |

### Phim
Love★Com được chuyển thể thành phim live-action của đạo diễn Ishikawa Kitaji với kịch bản của Suzuki Osamu. Phim có sự tham gia của Fujisawa Ema vai Koizumi Risa và Koike Teppei vai Ōtani Atsuhi. Phim chiếu ở ngày 15 tháng 7 năm 2006 và phát hành trên DVD vào ngày 1 tháng 1 năm 2007. Một DVD phụ đề tiếng Anh cũng đã được phát hành ở Bắc Mỹ bởi Viz Media vào ngày 19 tháng 2 năm 2008.

### Anime
Phim anime truyền hình được sản xuất bởi Toei Animation và của đạo diễn Uda Konosuke, với phần nhạc của Sato Hironosuke và thiết kế nhân vật bởi Maniwa Hideaki. Bài hát chủ đề mở đầu của phim là "Kimi + Boku = Love?" (キミ+ボク=LOVE?) của Tegomass (tập 1–13) và "Hey! Say!" của Hey! Say! 7 (tập 14–24); Bài hát chủ đề kết thúc phim là "Kiss ~ Kaerimichi no Love Song~" (キッス〜帰り道のラブソング) của Tegomass (tập 1–13) và "Bon Bon" của Hey! Say! 7 (tập 14–24). Phim được trình chiếu trên TBS, CBC, và MBS từ 7 tháng 4 năm 2007 đến 29 tháng 9 năm 2007.
| Tập | Tên tập phim | Ngày phát sóng      |
| --- | --- | ------------------- |
| 1   | "Kế hoạch kì nghỉ hè" "Kou-1 no Natsu! Zettai Kareshi, Tsukuttaru wa!" (高1の夏!絶対カレシ、つくったるわ!)                       | 7 tháng 4 năm 2007  |
| 2   | "Chuyện ba người" "Moto Kano to Sankakukankei!?" (元カノと三角関係!?)                                                            | 14 tháng 4 năm 2007 |
| 3   | "Chàng trai đến từ hôm qua" "Suki na Otoko ka, Mukashi no Otoko ka?" (好きなオトコか、昔のオトコか?)                             | 21 tháng 4 năm 2007 |
| 4   | "Học sinh mới!" "Chū! Suki ni Natchaimashita!" (チュッ!好きになっちゃいました!)                                                  | 28 tháng 4 năm 2007 |
| 5   | "Gửi gió bay đi" "Kindan no Ai o Buttobase!" (禁断の愛をぶっ飛ばせ!)                                                             | 5 tháng 5 năm 2007  |
| 6   | "Kế hoạch tấn công" "Otome no Ichidai Kesshin! Raburabu Kokuhaku Dai Sakusen!!" (乙女の一大決心! ラブラブ告白大作戦!!)           | 12 tháng 5 năm 2007 |
| 7   | "Điều tồi tệ nhất trong lịch sử" "Gekichin! Shijō Saitē na Kokuhaku" (撃沈!史上サイテーな告白)                                   | 19 tháng 5 năm 2007 |
| 8   | "Không thể quay lại" "Saiki Funō! Dai Shitsuren!!" (再起不能!大失恋!!)                                                           | 26 tháng 5 năm 2007 |
| 9   | "Hồi sinh" "Kishikaisei!! Mezase Kanojo no Za!!" (起死回生!!めざせ彼女の座!!)                                                    | 2 tháng 6 năm 2007  |
| 10  | "Chạm trán" "Moto Kano to Taiketsu!? Chichi Dashi Daitakusen!!" (元カノと対決!?乳だし大作戦!!)                                   | 9 tháng 6 năm 2007  |
| 11  | "Lại là chuyện ba người" "Zettai Zetsumei! Moto Kano to Fukkatsu Ai?!" (絶対絶命!元カノと復活愛?!)                               | 16 tháng 6 năm 2007 |
| 12  | "Sô-cô-la! Sô-cô-la!!" "Ai o Torimodose! Honmei Choko de Onna o Migaku!!" (愛を取り戻せ!本命チョコで女を磨く!!)                  | 23 tháng 6 năm 2007 |
| 13  | "Ghé thăm nhà Otani" "Hatsunetsu! Aitsu no Heya de Fāsuto Kissu?" (発熱!あいつの部屋でファースト·キッス?)                        | 30 tháng 6 năm 2007 |
| 14  | "Tiếng sét mang tên Maity" "Maiti ni Kyunshiniya!" (マイティにキュン死にや!)                                                     | 7 tháng 7 năm 2007  |
| 15  | "Maity ngọt ngào" "Kiken na Otoko Maiti no Amai Yūwaku" (危険なオトコ マイティの甘い誘惑)                                        | 14 tháng 7 năm 2007 |
| 16  | "Thay đổi" "Maiti no Mahō! Hengesuru Renbo Yō!?" (マイティの魔法! 変化する恋模様!?)                                              | 21 tháng 7 năm 2007 |
| 17  | "Phải chăng là trò đùa" "Ai no Tekken! Uketomero, Otome Tamashii!!" (愛の鉄拳! 受け止めろ、乙女魂!!)                             | 28 tháng 7 năm 2007 |
| 18  | "Sinh nhật như mơ" "Shijō Saikō no Tanjōbi" (史上最高の誕生日)                                                                   | 4 tháng 8 năm 2007  |
| 19  | "Cuộc hẹn đầu tiên kém may mắn" "Kyūten Chokka!! Hatsu Dēto wa Fumei no Hajimari" (急転直下!!初デートは不運の始まり)             | 11 tháng 8 năm 2007 |
| 20  | "Tuyên chiến cô nàng xinh đẹp" "Sensen Fukoku! Shitto ni Moeru Denjarasu Bishōjo!!" (宣戦布告!!嫉妬に燃えるデンジャラス美少女!!) | 18 tháng 8 năm 2007 |
| 21  | "Điềm dự báo" "Wakare no Yokan?! Risa to Ōtani ga Ayumu Betsubetsu no Michi" (別れの予感?!リサと大谷が歩む別々の道)              | 8 tháng 9 năm 2007  |
| 22  | "Otani tuyên bố về tương lai" "Ōtani kara no Hakyoku Sengen!!" (大谷からの破局宣言!!)                                            | 22 tháng 9 năm 2007 |
| 23  | "Dự định tương lai" "Shinro wa Iroiro!! Minna ga Kakaeru Sorezore no Jiko" (進路はいろいろ!!みんなが抱えるそれぞれの事故)        | 22 tháng 9 năm 2007 |
| 24  | "Mãi mãi bên nhau" "Zutto Issho!!" (ずっと一緒!!)                                                                                | 29 tháng 9 năm 2007 |

## Lồng tiếng

### Lồng tiếng Việt
- Koizumi - Nguyễn Vũ Minh Chuyên
- Otani - Ngô Minh Triết
- Thầy Nakano - Trần Vũ
- Nobu - Võ Huyền Chi
- Chiharu - Võ Ngọc Quyên
- Suzuki - Lê Trường Tân
- Haruka - Trần Gia Trí
- Nakao - Thái Minh Vũ
- Kanzaki - Lưu Ái Phương
- Thầy hiệu trưởng - Đặng Hạnh Phúc
- Seiko - Trương Ngọc Châu